# Grijsborstral
De grijsborstral (Lewinia pectoralis) is een vogel uit de familie Rallidae (Rallen).

## Verspreiding en leefgebied
Deze soort komt voor op de Kleine Soenda-eilanden, Nieuw-Guinea en oostelijk Australië en telt zes ondersoorten:
- L. p. exsul: Flores (Kleine Soenda-eilanden).
- L. p. mayri: noordwestelijk tot centraal-oostelijk Nieuw-Guinea.
- L. p. alberti: zuidoostelijk Nieuw-Guinea.
- L. p. clelandi: zuidwestelijk Australië.
- L. p. pectoralis: oostelijk en zuidoostelijk Australië.
- L. p. brachipus: Tasmanië.